# Pastoral (Matisse)
Pastoral (franska: Pastorale) är en oljemålning av den franske konstnären Henri Matisse. Den målades 1905 i Collioure, en fiskeby vid franska medelhavskusten. 
Målningen var utställd på Musée d'Art moderne de Paris (Palais de Tokyo) till och med natten mellan den 19 och 20 maj 2010 då den stals av Vjeran Tomic(fr), känd som ”Spiderman” för sin förmåga att klättra på husväggar. Han överlämnade Pastoral och fyra andra verk till en medbrottsling som i panik, när polisen kom dem på spåren, påstår sig ha slängt tavlorna i en sopcontainer.
Pastoral är ett begrepp inom konsten som betecknar något idylliskt, något som präglas av lantlig enkelhet och fridfullhet. Matisse har skildrat motivet flera gånger, först i Luxe, calme et volupté (1904) med tydliga spår av postimpressionism och senare även i Livsglädjen (1905–1906) som med sin klara färgfältsuppdelning, markerade kurvkonturer och djärva förenklingar var typisk för Matisses fauvistiska period. Pastoral är något skissartad och skildrar fyra nakna vilande figurer i ett skogslandskap. En av dem spelar på en flöjt, ett motiv Matisse återkom till i Musiken (1910).

## Bildgalleri

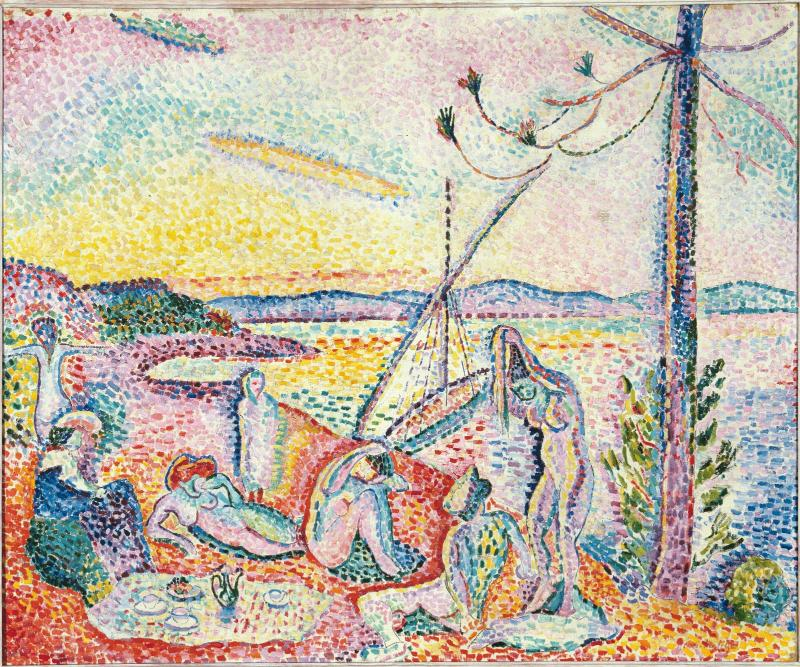
Luxe, calme et volupté (1904), Musée d'Orsay.
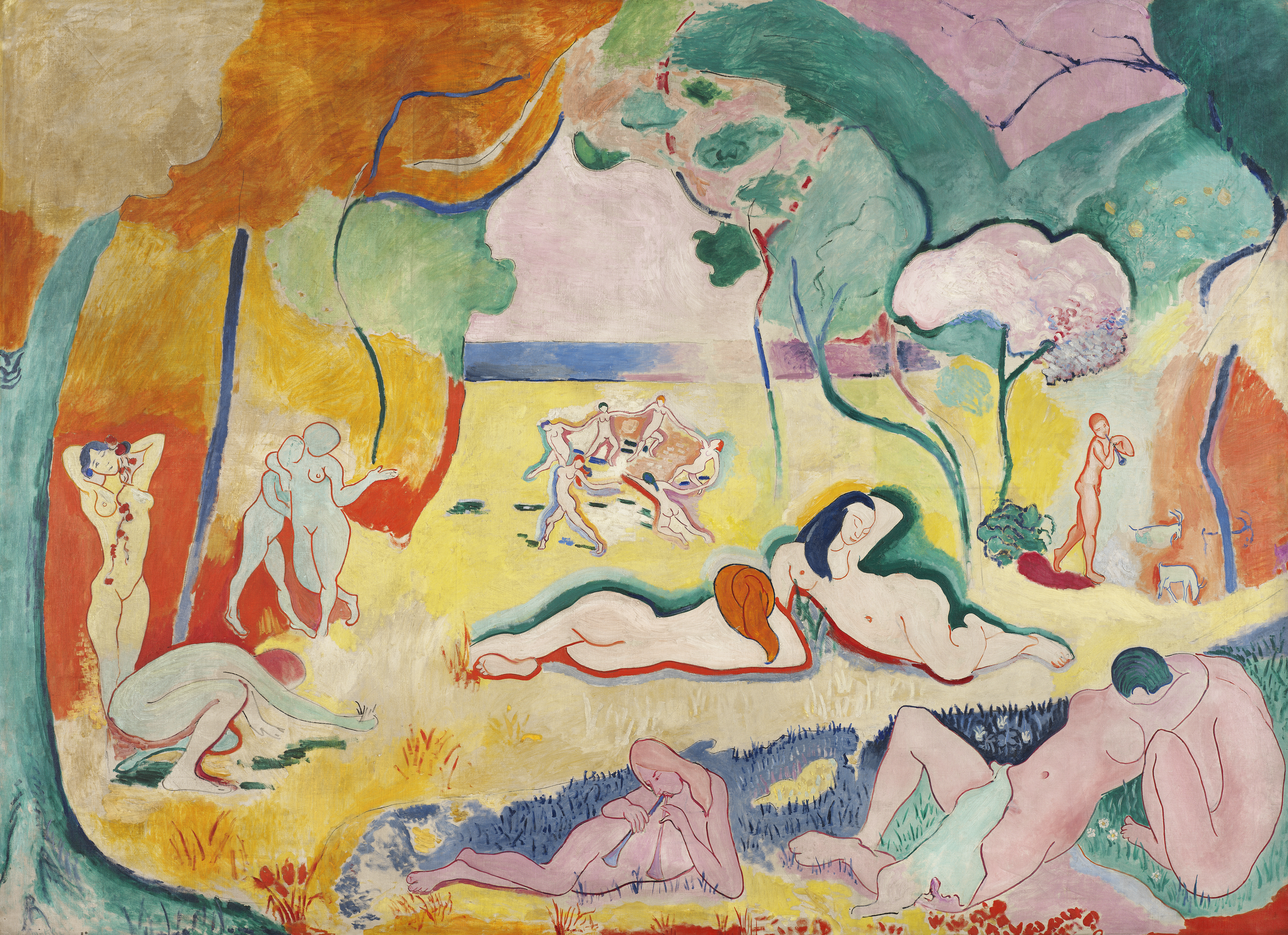
Livsglädjen (1905–1906), Barnes Foundation.